# Joseph Collins (generale)
Joseph Lawton Collins (New Orleans, 1º maggio 1896 – Washington, 12 settembre 1987) è stato un generale statunitense, attivo nel corso della seconda guerra mondiale.
Collins entrò all'United States Military Academy di West Point nel giugno 1913 e si diplomò nell'aprile 1917. Non partecipò alla prima guerra mondiale ma arrivò in Europa nel 1919 nelle file delle forze d'occupazione statunitensi in Germania, con il grado di capitano. Rimpatriato nel 1921, fu sino al 1925 istruttore a West Point, quindi si dedicò ad approfondire le proprie competenze iscrivendosi alla United States Army Infantry School (1926-1927), alla United States Army Field Artillery School (1927) e, nel 1931, al Command & General Staff College, dalla quale uscì nel 1933 con il grado di maggiore. Dal 1934 al 1937 servì nelle Filippine come ufficiale addetto all'intelligence ed ebbe parte nelle esercitazioni delle forze militari in colonia per l'esecuzione del War Plan Orange. Tornato negli Stati Uniti, tra 1937 e 1938 intraprese altri studi e sino al giugno 1940 lavorò allo United States Army War College. Quel mese fu promosso a tenente colonnello.
Nominato pro tempore colonnello e divenuto capo di stato maggiore del VII Corpo d'armata, Collins fu trasferito nelle Hawaii poco dopo l'attacco di Pearl Harbor e l'entrata degli Stati Uniti nella seconda guerra mondiale. Fu molto rapidamente portato al grado di maggior generale e gli fu assegnato il comando della 25ª Divisione fanteria, che egli addestrò e condusse sia nelle fasi finali della campagna di Guadalcanal, sia nella campagna della Nuova Georgia nell'estate 1943. A fine anno tornò in patria e nel gennaio 1944 fu trasferito sul fronte europeo e posto a capo del VII Corpo d'armata, parte delle vaste forze riunite dagli Alleati per l'operazione Overlord. Il 7 giugno, dopo lo sbarco in Normandia, scese a terra e diresse vittoriose operazioni nella penisola del Cotentin, a Mortain e a Falaise; quindi irruppe a inizio settembre in Belgio e investì la città di Aquisgrana. Nel dicembre 1944-gennaio 1945 partecipò ai duri scontri nelle Ardenne, poi guidò il VII Corpo nella chiusura della sacca della Ruhr e nella conquista di Colonia. Nell'aprile 1945 fu promosso a tenente generale e a giugno, arresasi la Germania nazista, fu rimpatriato.
Nel dopoguerra Collins, ufficiale pluridecorato e di riconosciute capacità, fu dapprima vicecapo di stato maggiore dell'esercito statunitense (1947-1949) e poi capo di stato maggiore (1949-1953), trovandosi perciò a comandare le forze statunitensi durante la guerra di Corea; successivamente ebbe un incarico nella NATO e fu ambasciatore nel Vietnam del Sud tra 1954 e 1955. Nel 1956 lasciò il servizio attivo con il grado, riconosciutogli nel 1948, di generale d'armata. Negli anni sessanta fu impegnato in numerose attività di volontariato e sino al 1969 ebbe un posto di elevata responsabilità alla Pfizer. Morì nel settembre 1987 a Washington e fu sepolto nel cimitero nazionale di Arlington.

## Biografia

### Giovinezza
Joseph Lawton Collins nacque il 1º maggio 1896 nella città di New Orleans, capitale della Louisiana, da Jeremiah Bernard Collins (irlandese emigrato che aveva servito come tamburino nell'esercito nordista) e Katherine Lawton, decimo di undici figli - sei sorelle e cinque fratelli lui compreso, dei quali due morti in giovane età. I genitori gestivano, con l'aiuto dei figli più grandi, una drogheria-birreria nell'isolato occidentale del quartiere di Algiers, presso la stazione più orientale della Southern Pacific Transportation Company. Dopo aver frequentato la Boy's High School di New Orleans, nel 1912 vinse una borsa di studio per l'Università statale della Louisiana a Baton Rouge: lasciò dunque la sua casa natale e per un anno seguì i corsi dell'istituto. Nel frattempo, suo zio Martin Berhman, sindaco di New Orleans tra 1904 e 1920 e ancora tra 1925 e 1926, fece in modo di mettere il nipote nella graduatoria del 1913 per l'United States Military Academy di West Point con il sistema della "nomina supplementare": in pratica, significava che se il primo candidato in lizza avesse fallito l'esame d'ammissione, egli sarebbe automaticamente entrato. Ciò si verificò e il 2 giugno 1913 fu dunque ammesso all'Accademia, prima manifestazione della "solita fortuna irlandese" come Collins stesso ammise. Arrivato trentacinquesimo su una classe di 139 allievi si diplomò il 20 aprile 1917, due settimane dopo l'entrata degli Stati Uniti nella prima guerra mondiale.

### Inizio della carriera militare
Collins ebbe il brevetto di sottotenente e fu assegnato al comando temporaneo della Compagnia M del 3º Battaglione, dipendente dal 22º Reggimento stanziato a Fort Hamilton (New York); il 30 aprile fu assegnato definitivamente alla Compagnia K, della quale tenne brevemente il comando a causa dell'espansione dell'esercito e della conseguente penuria di ufficiali inferiori. Nel maggio 1917 ebbe la nomina a tenente e ad agosto fu inoltre investito della carica provvisoria di capitano; questo grado gli fu riconosciuto permanente nel giugno 1918, quando fu trasferito alle dirette dipendenze del 22º Reggimento in qualità di ufficiale addetto ai rifornimenti. Dopo pochi giorni, però, fu inviato in un campo reclute vicino Syracuse, formato interamente da tende da campo: qui Collins si ammalò di influenza spagnola durante la pandemia del 1918 e riuscì a sopravvivere. Nel settembre 1918, rimessosi, ricevette la promozione temporanea a maggiore e il comando del 3º Battaglione. L'11 novembre il conflitto ebbe termine e, nel maggio 1919, Collins ebbe disposizioni di presentarsi al quartier generale delle forze d'occupazione statunitensi in Germania (American Forces in Germany - AGF) e di operare col proprio reparto alle dipendenze del 18º Reggimento, 1ª Divisione fanteria; quando la divisione tornò in patria (poco dopo la firma del trattato di Versailles), egli passò sotto la giurisdizione dell'8º Reggimento, uno dei tre a disposizione delle forze d'occupazione e dislocato in Renania. Tornato al grado di capitano, Collins fu però nominato assistente del capo di stato maggiore alle operazioni delle AGF.

### Anni venti e trenta
Collins tornò negli Stati Uniti nel 1921 e sino al 1925 ricoprì il ruolo di istruttore presso il dipartimento di chimica all'Accademia di West Point. Frequentò poi il corso d'addestramento per ufficiali alla United States Army Infantry School di Fort Benning (Georgia), diplomandosi nel 1926, e per un altro anno seguì il corso avanzato alla United States Army Field Artillery School presso Fort Sill, in Alabama, ottenendo il diploma nel 1927. Fu dunque ridestinato a Fort Benning come istruttore alle sezioni di armi e tattiche, posti che mantenne sino al 1931, quando iniziò a seguire un corso biennale al Command & General Staff College, l'istituzione dell'Esercito statunitense rivolta alla formazione di ufficiali di stato maggiore. Collins ebbe la nomina permanente a maggiore nell'agosto 1932 e si laureò nel tempo previsto, uscendo dal collegio nel 1933. Fu dunque destinato a Fort William McKinley a Manila, capitale della colonia delle Filippine, dove assunse il posto di vice-comandante della 23ª Brigata filippina e, anche, il ruolo di ufficiale addetto alle informazioni e alla sicurezza della Divisione filippina. Nel corso del servizio oltremare, Collins fu coinvolto attivamente nelle esercitazioni campali del 1934-1936 per il War Plan Orange, che ipotizzava un conflitto (sempre più probabile) contro l'Impero giapponese: la Divisione filippina, in particolare, s'occupò di mappare la rete stradale e di sentieri nella penisola di Bataan, un lavoro che si sarebbe rivelato prezioso per la futura resistenza all'invasione nipponica.
Nel 1937, Collins tornò negli Stati Uniti e studiò all'Army Industrial College di Washington per un anno. Subito dopo aver guadagnato il diploma, s'impegnò in un altro corso annuale presso lo United States Army War College di Carlisle (Pennsylvania), che terminò alla fine del 1938. Rimase quindi nell'istituto in qualità di istruttore alla Divisione Pianificazioni fino al giugno 1940, quando il collegio fu chiuso: infatti il governo statunitense, preoccupato dall'evolversi della situazione politico-militare in Europa (la Francia era stata conquistata dalle armate di Adolf Hitler), ritenne imperativo preparare per tempo il paese a un intervento diretto nella seconda guerra mondiale. Divenuto tenente colonnello quello stesso mese, Collins fu trasferito temporaneamente al segretariato dello stato maggiore generale.

### La seconda guerra mondiale

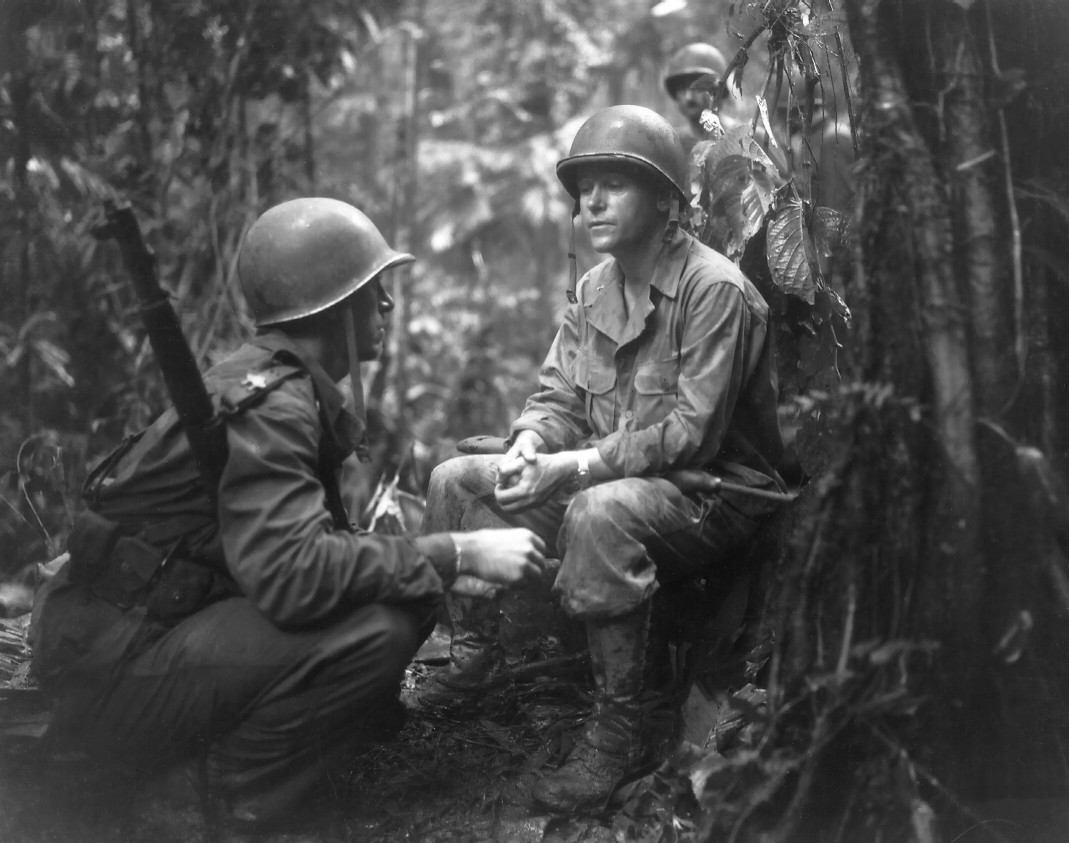
Collins (seduto, a destra) discute con un subalterno durante la battaglia nella giungla della Nuova Georgia

Nel gennaio 1941, Collins ebbe la nomina provvisoria a colonnello e l'incarico di capo di stato maggiore del VII Corpo d'armata, incluso nella 2ª Armata: in questa posizione, contribuì alla pianificazione ed esecuzione delle manovre del Tennessee svoltesi nel giugno 1941, delle manovre dell'Arkansas (agosto) e infine delle manovre della Louisiana (settembre). Il 7 dicembre 1941 l'Impero giapponese attaccò di sorpresa Pearl Harbor e pochi giorni dopo sia la Germania nazista, sia l'Italia fascista dichiararono guerra agli Stati Uniti. Il 12 dicembre il VII Corpo d'armata ebbe ordine di spostarsi nella California settentrionale per assicurarne la difesa; il 16 dicembre, giunto a San Francisco, Collins fu riassegnato al dipartimento militare delle Hawaii in qualità di capo di stato maggiore del generale Delos Emmons: i due ufficiali salirono a bordo, la sera di quello stesso giorno, su un bombardiere Martin B-26 Marauder che li portò a Honolulu. Questo incarico impedì a Collins di vedere moglie e figli per due anni.
Giunto nell'arcipelago, Collins si dedicò a potenziarne le difese nel caso che il Giappone avesse tentato uno sbarco. Nel febbraio 1942 fu portato temporaneamente al grado di brigadier generale e, a maggio, a maggior generale allo scopo di consentirgli di prendere il comando della 25ª Divisione fanteria, stanziata a Oahu e nota come Tropic Lightning Division. La grande unità seguì un intenso regime d'addestramento per sei mesi e il 25 novembre 1942 iniziò il viaggio per l'Australia; durante la traversata gli ordini furono cambiati e la divisione dirottata sull'isola di Guadalcanal per rimpiazzare l'esausta 1ª Divisione marine nella logorante campagna. Sbarcata e schierata la divisione, Collins guidò i propri uomini all'attacco delle linee giapponesi il 10 gennaio 1943 con il supporto del resto del XIV Corpo d'armata: il 9 febbraio, con l'evacuazione in massa della guarnigione nipponica, la campagna ebbe termine. In questi giorni Collins si guadagnò il soprannome "Lightning Joe", a causa dell'identificativo in codice di chiamata del quartier generale della divisione e del soprannome della medesima unità. Poco dopo la vittoria, fu punto da zanzare anofele e contrasse la malaria, rimanendo per oltre tre settimane in isolamento e sotto cure mediche. Una volta guarito, Collins riprese il comando della 25ª Divisione e la condusse nella seconda parte della dura campagna della Nuova Georgia, conclusasi vittoriosamente a metà agosto; nel corso delle operazioni, però, accusò una recrudescenza della malattia. Nel novembre 1943 Collins seguì la divisione in Nuova Zelanda per riposo e riorganizzazione e, da lì, tornò negli Stati Uniti nel corso delle feste natalizie. Durante il comando nel Pacifico, Collins ebbe alcuni screzi con il suo superiore, il generale Douglas MacArthur, che lo riteneva un ufficiale non del tutto preparato e incapace di gestire un corpo d'armata, posto per il quale era stato proposto.

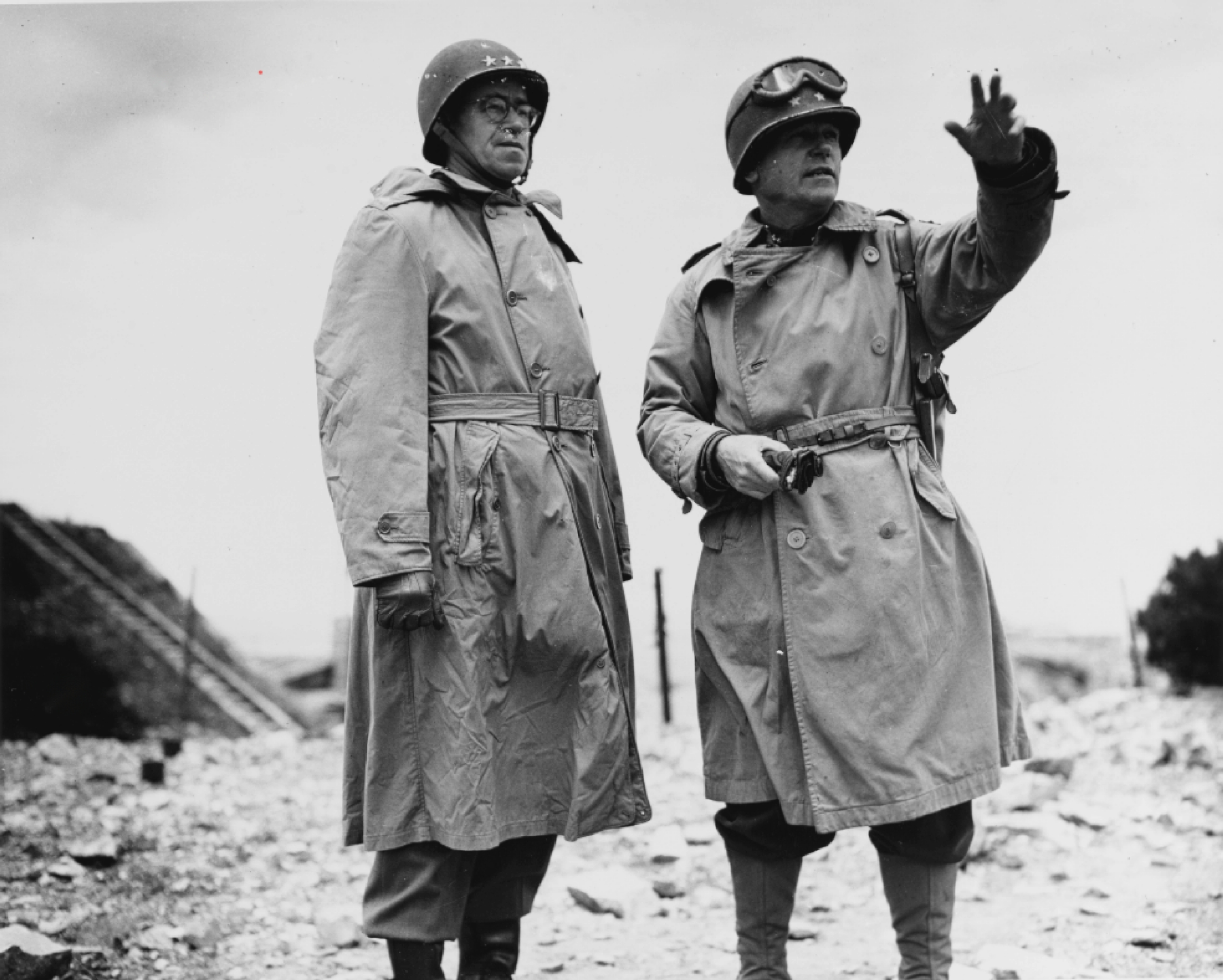
Il maggior generale Collins (destra) espone al generale Bradley lo svolgimento della conquista di Cherbourg

Il 19 gennaio 1944 ebbe notifica del suo trasferimento dal teatro del Pacifico a quello europeo. Su raccomandazione del generale Omar Bradley il comandante supremo dello SHAEF, generale Dwight D. Eisenhower, promosse Collins a comandante in capo del VII Corpo d'armata, dipendente dalla 1ª Armata statunitense che era stata destinata all'operazione Overlord. Giunto nel Regno Unito via aereo, Collins prese il comando il 12 febbraio e gestì le intensive esercitazioni del VII Corpo nei successivi tre mesi. Nella prima mattina del 6 giugno 1944, le divisioni del VII Corpo (4ª e 90ª) presero terra a Utah Beach senza particolari difficoltà; Collins, sceso a terra il 7 giugno, poté così procedere con la metodica conquista della penisola del Cotentin. Il 18 tagliò ne tagliò la base e il 27 giugno occupò, dopo ripetuti scontri, il grande porto di Cherbourg. Nel corso di luglio, il VII Corpo fu coinvolto nella vasta operazione Cobra, che sfondò presso Saint-Lô il fronte della 7ª Armata tedesca, quindi ad agosto contribuì a respingere la disperata controffensiva tedesca presso Mortain e a chiudere la sacca di Falaise. Dopo la liberazione di Parigi il 25 agosto, Collins intraprese una fulminea avanzata che il 2 settembre portò il VII Corpo oltre i confini del Belgio, inseguendo le divisioni tedesche in rotta; lo slancio fu però frenato dal sovraccarico del sistema logistico alleato e dalla caparbia resistenza nemica sulla Linea Sigfrido, in particolare intorno ad Aquisgrana. A partire da ottobre, Collins ebbe ordine di intervenire nella battaglia della Foresta di Hürtgen, un confronto sfibrante e inutile in una regione impervia che costò perdite pesanti. Tra la metà del dicembre 1944 e la metà del gennaio 1945, Collins diresse le operazioni su una porzione del lato settentrionale del saliente creato dall'improvvisa offensiva delle Ardenne e contribuì al contrattacco generale anglo-statunitense che respinse i tedeschi entro i confini della Germania; quindi, sfruttando il successo, avanzò in profondità nel territorio e il 7 marzo, dopo duri scontri, il generale poté dichiarare sicura la città di Colonia. Nelle settimane seguenti marciò su Paderborn e aiutò a completare l'accerchiamento del Gruppo d'armate B nella Ruhr.
Nella prima metà d'aprile, nel corso del rastrellamento della catena dello Harz, elementi del VII Corpo d'armata s'imbatterono nel campo di concentramento di Nordhausen il 12 aprile. Il 20 aprile, in riconoscimento del suo comando, aggressivo e dinamico, Collins fu portato temporaneamente al grado di tenente generale e sei giorni più tardi furono soldati sotto il suo comando che incontrarono una delle punte avanzate del 1ª Fronte ucraino, a Torgau sul fiume Elba. La Germania nazista si arrese infine l'8 maggio e l'11 giugno Collins e il VII Corpo lasciarono l'Europa: quello stesso mese gli fu confermato il rango di brigadier generale.

### Incarichi postbellici e ritiro

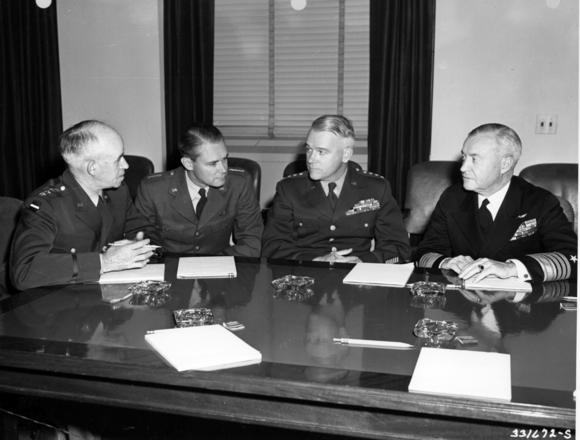
Il JCS nel 1949; da sinistra il generale Bradley, il generale dell'aviazione Hoyt Vanderberg, il generale Collins e l'ammiraglio Forrest Sherman

Una volta tornato in patria, Collins fu nominato in agosto capo di stato maggiore delle forze armate di terra, sottoposto al generale Jacob Devers: questo incarico lo tenne impegnato a Washington. A dicembre assunse la carica di Direttore delle informazioni nell'ufficio del capo di stato maggiore, mansione che ricoprì a lungo. Il 29 luglio 1947 divenne vicecapo di stato maggiore dell'esercito statunitense e fu coinvolto nella fusione dei Dipartimenti della Guerra e della Marina, assieme alle neonate forze aeree indipendenti, nel Dipartimento alla Difesa. Nel biennio 1948-1949, Collins fu capo di stato maggiore sostitutivo e poi vicecapo nel corso del mandato del generale Bradley; proprio nel gennaio 1948 fu informato del conferimento permanente del grado di maggior generale e di quello, temporaneo, di generale d'armata. Il 16 agosto 1949 Bradley divenne presidente del Joint Chiefs of Staff e Collins gli successe nella carica di capo di stato maggiore dell'esercito.
Nella veste di comandante supremo, Collins s'impegnò per integrare le strutture militari statunitensi nella NATO e promosse la desegregazione; nel corso del suo mandato, inoltre, collaborò con le alte cariche politico-militari americane per gestire la crisi della guerra di Corea. In patria, invece, ebbe ordine da parte del presidente Harry S. Truman di prendere il controllo di tutte le maggiori ferrovie come risposta a un incombente sciopero delle manovalanze, che avrebbe avuto effetti disastrosi sui rifornimenti delle divisioni in Corea: alla fine, i lavoratori e i proprietari accettarono la supervisione dell'esercito (che costituì appositamente uno Special Forces group) mentre si cercava un accordo. Il 15 agosto 1953, concluso il mandato di quattro anni, fu contattato dal presidente Eisenhower che lo volle come rappresentante statunitense all'interno della struttura militare della NATO: Collins accettò e servì in tale ruolo sino al novembre 1954, quando fu inviato nel Vietnam del Sud in qualità di rappresentante speciale con il rango di ambasciatore. Rimase nel paese fino al maggio 1955, quando tornò a Washington e riprese il posto di rappresentante nella NATO. Il 31 marzo 1956, dopo quarantatré anni nell'esercito, Collins si ritirò dal servizio attivo.
Nella sua lunga carriera militare, Collins si dimostrò un comandante capace ed esperto, abile condottiero e autore di diverse imprese notevoli. Si guadagnò la stima sia di colleghi ufficiali (primo tra tutti il generale Bradley), sia di diversi omologhi tedeschi, che lo reputavano il miglior comandante di corpo d'armata tra i militari anglo-statunitensi, al pari del tenente generale Troy Middleton. Collins fu anche uno dei pochissimi ufficiali americani a combattere su entrambi i fronti asiatico ed europeo, assieme ad Alexander Patch e Charles Corlett.

### Ultimi anni e morte

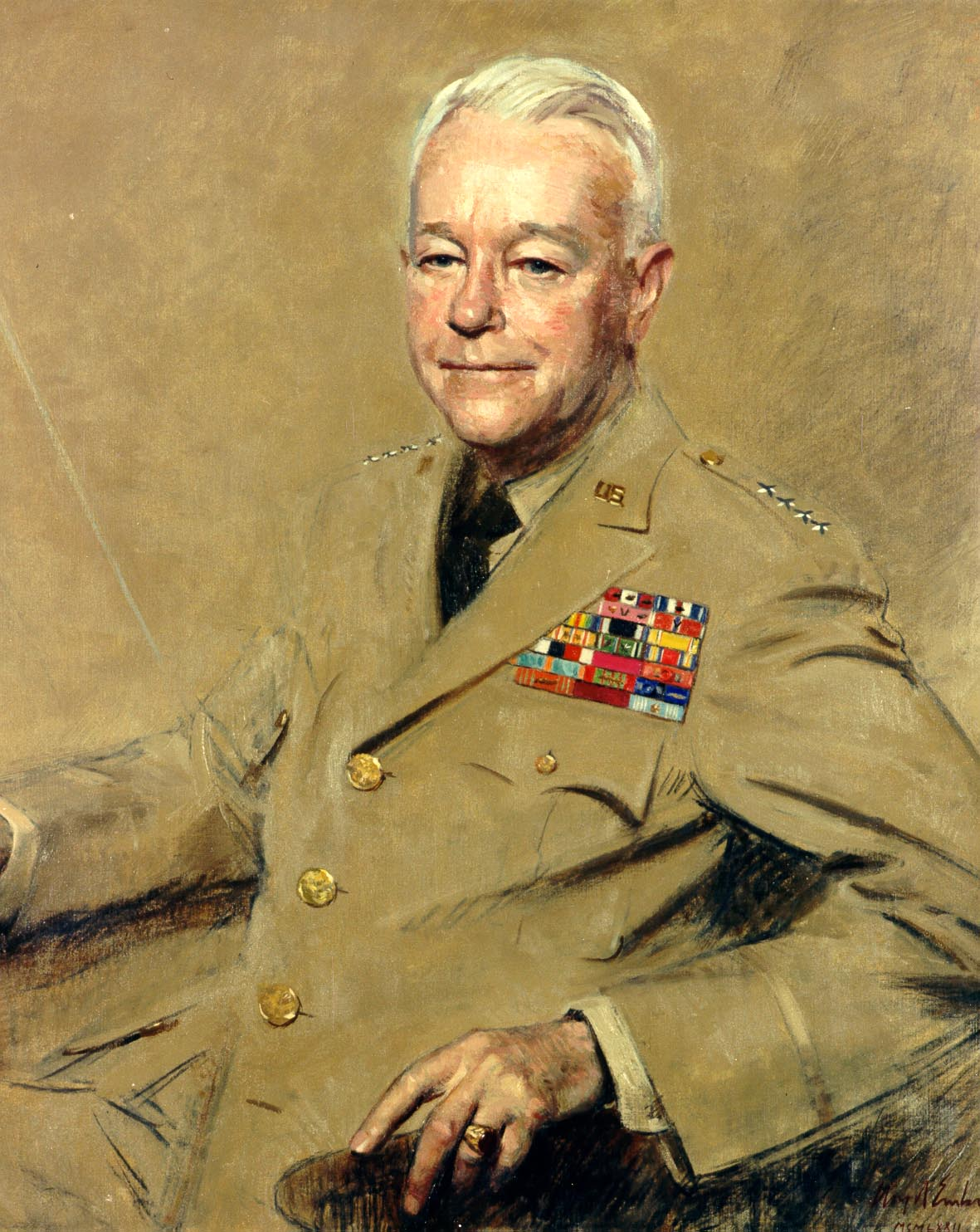
Ritratto ufficiale di Collins del 1972, opera di Lloyd Bowers Embrey

Tornato alla vita civile, dal 12 dicembre 1956 Collins fu vicepresidente del Presidential Committee for Hungarian Refugee Relief, assumendone in seguito la presidenza generale. Lasciò l'incarico il 14 maggio 1957. Subito dopo, tra il 1957 e il 1965, fu direttore del Foreign Student Service Council e del comitato di credito in seno all'Institute of International Education. Sempre nel 1957 iniziò a lavorare presso la ditta farmaceutica Pfizer come vicepresidente della divisione estera: tale ultima mansione lo tenne impegnato sino al 1969. Fondò anche, assieme alla sorella primogenita May, la Society for the Prevention of Blindness of Metropolitan Washington. Nonostante le molteplici occupazioni, Collins trovò sempre del tempo da dedicare alle sue passioni, ovvero la musica e gli animali. Il 17 maggio 1983 il suo nome fu aggiunto alla Hall of Fame del Fort Leavenworth Memorial, che rende onore ai militari statunitensi che si sono distinti nella difesa della propria nazione.
Joseph Lawton Collins morì il 12 settembre 1987 a casa sua a Washington, all'età di 91 anni, colpito da arresto cardiaco. Fu sepolto nel cimitero nazionale di Arlington con i massimi onori militari: la sua tomba, che si trova nella sezione 30, ospitò anche la salma della moglie, che venne a mancare nel 1989. Il generale Collins è stato inserito postumo nella Louisiana Veterans Hall of Honor l'11 novembre 2008, ente che ricorda i cittadini e le cittadine della Louisiana la cui carriera militare è stata unica o eccellente.

## Vita familiare
Mentre prestava servizio in Europa dopo la prima guerra mondiale, Collins incontrò Gladys Easterbrook (1894-1989), figlia del cappellano colonnello Edmund P. Easterbrook. I due si innamorarono e si sposarono il 15 luglio 1921. Ebbero tre figli: Joseph Easterbrook Collins, Gladys Collins Stengler e Nancy Collins Rubino.
Uno dei suoi fratelli (James Lawton Collins) intraprese la carriera militare: servì in patria come comandante della divisione a difesa di Porto Rico e, in seguito, del 5th Service Command a Columbus, ritirandosi nel 1946 dal servizio attivo come maggior generale. Morì il 30 giugno 1963 e fu seppellito ad Arlington. Anche il nipote di Collins, James Lawton Collins jr., combatté nel corso della seconda guerra mondiale come artigliere e partecipò allo sbarco in Normandia sotto il comando dello zio. Nei decenni seguenti, servì al quartier generale NATO in Europa e anche in Vietnam, alle dipendenze del generale Westmoreland. Nel 1969 lasciò le forze armate come brigadier generale, ma nel 1970 fu richiamato per ricoprire il posto di Capo del Servizio storico dell'esercito. È morto il 5 maggio 2002 ed è stato sepolto nel cimitero di Arlington.

## Opere
Dati tratti da:
- War in Peacetime: The History & Lessons of Korea, 1969
- Lightning Joe: An Autobiography, 1979

## Onorificenze
Dati tratti da: